# Caprice Crawford

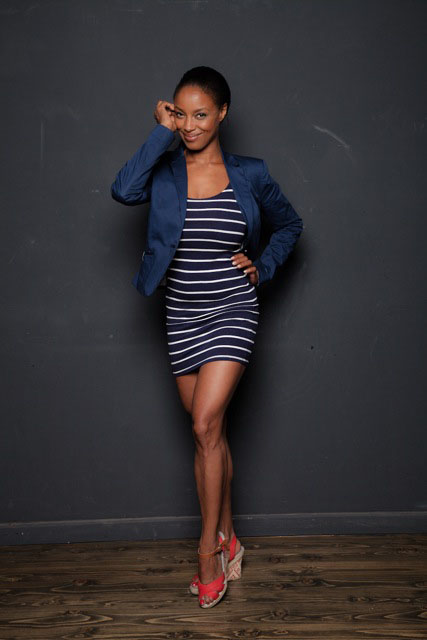
Caprice Crawford, 2015

Caprice Crawford, auch Caprice Fisher, (* 2. Juni 1971 in Kansas City, Missouri) ist eine US-amerikanische Schauspielerin, Filmproduzentin und Talentsucherin, die derzeit in Berlin wirkt.

## Leben
Crawford schauspielerte und sang bereits seit ihrem 16. Lebensjahr vor der Kamera. 1990 ging sie nach New York City, wo sie von 1993 bis 1995 das William Esper Studio für eine Schauspielausbildung besuchte. In Los Angeles folgten kleinere Auftritte in Film- und Fernsehproduktionen, wie etwa in den Serien Nash Bridges (1996) und Star Trek: Deep Space Nine (1998). Zudem betätigte sie sich dort auch als Model für Zeitschriftencover und Unterwäsche sowie als erfolgreiche Fotografin, deren Arbeiten seit 2003 für verschiedene Filmplakate, Magazine und Pressemitteilungen Verwendung fanden. Sie zog dann nach Deutschland, wo sie von 2013 bis 2018 die Captain Horton in der preisgekrönten Science-Fiction-Webserie Mission Backup Earth verkörperte, in der es um Überlebende der Menschheit geht, die, nach der Zerstörung der Erde durch eine kosmische Katastrophe, sich darum bemühen, auf einem anderen Planeten eine neue Heimat zu finden. Auch spielte sie Rollen in einigen deutschen Filmen, zu denen die Anja in Daniel Pfanders Spielfilm A Perception (2015), die Madame X in Shu Lea Cheangs Fluidø (2017) und die Bongi Mankunku in Züli Aladağs Fernsehkrimi Kommissar Marthaler – Die Sterntaler-Verschwörung (2017) gehören.
Crawford ist ebenfalls als Filmproduzentin sowie als Talentsucherin tätig und betreibt seit 2016 die Crawford Talents International Actors Management Agency.

## Filmografie

### Als Schauspielerin
- 1996: Nash Bridges (Fernsehserie, eine Folge)
- 1998: Star Trek: Deep Space Nine (Fernsehserie, Folge 6x17: Tiefes Unrecht)
- 1998: Das Leben und Ich (Boy Meets World, Fernsehserie, eine Folge)
- 1998: Malcolm & Eddie (Fernsehserie, eine Folge)
- 2001: Auf Herz und Nieren
- 2003: Keys of Life (Kurzfilm)
- 2004: Method & Red (Fernsehserie, eine Folge)
- 2005: Elizabethtown
- 2007: The Maxwell Multiple Climax (Kurzvideo)
- 2009: The Boxer
- 2012: I Am Bad
- 2012: The Final Farewell
- 2013–2018: Mission Backup Earth (Webserie, 6 Folgen)
- 2015: A Perception
- 2017: Die Misandristinnen (The Misandrists)
- 2017: Fluidø
- 2017: Kommissar Marthaler – Die Sterntaler-Verschwörung (Fernsehfilm)
- 2021: Gute Zeiten, schlechte Zeiten (Fernsehserie)
- 2022: SOKO Potsdam (Fernsehserie, Folge Tödlicher Sonnenschein)
- 2023: Girl You Know It’s True
- 2023–2024: Notruf Hafenkante (Fernsehserie, 4 Folgen)

### Als Produzentin
- 2009: Fatal Rescue
- 2011: The Making of ‘Fatal Rescue’ (Dokumentar-Kurzvideo)
- 2016: Hase (Kurzfilm)
- 2017: Limbo (Kurzfilm)